# 洲際彈道飛彈

R-7彈道導彈是世界上第一种能发射核子彈頭和太空卫星的发射载具

洲際彈道導彈（英語：intercontinental ballistic missile，縮寫为 ）是一種高超远程彈道導彈，射程在5,500公里以上，設計用途為投射一枚或多枚的核彈頭。該種導彈的威力強大，常被設想成導致世界末日的核戰爭中使用的武器。洲際彈道導彈具有比中程彈道導彈、短程彈道導彈和新命名的戰區彈道導彈更長的射程和更快的速度。然而以射程來區分導彈種類總是帶有主觀性和一定的隨意性，所以目前並沒有普遍接受的定義嚴格地區分上述各種類型的導彈，所有定義都只在一定的學術群體內部能夠達成共識。
世界上試射成功的第一枚洲際彈道導彈是蘇聯的（蘇軍的暱稱是，意為「老六」），北約代號SS-6「警棍」。這枚導彈於1957年5月15日從位於加盟共和國哈薩克蘇維埃社會主義共和國的拜科努爾航天發射場試射成功，飛行了6,000公里。
目前擁有可立即投入使用的洲際彈道導彈（包括潛射導彈）的國家有：
美國、俄羅斯、中华人民共和国、法國、英國、印度和朝鮮（北韓）。在2002年，美國和俄羅斯達成《戰略武器限制談判》(SALT)，將各自部署的洲際彈道導彈削減至不多於2,200枚。
至於南亞的巴基斯坦和中東的以色列擁有中程彈道導彈，而且正在研發洲際彈道導彈。
普遍相信朝鮮正在研發洲際彈道導彈火星14彈道飛彈，該國在1998年和2006年進行的兩次導彈試射未取得明顯的成功，但是2017年的試射已經達到洲際導彈的理論水準，火星15彈道飛彈更達到了大國一萬公里以上的大導彈標準，鑒於該武器的敏感性與技術難度，目前全球只有少量的國家具備建造能力，同時還要能運作這樣的導彈，更是極少數。

## 發射後的各個飛行階段
洲際彈道導彈發射後可以區分成下列三個飛行階段：
- 推進加速階段——從火箭發動機點火開始，飛行時間3分鐘-5分鐘不等，燃料燃燒完的速度通常為4公里／秒（固態燃料火箭的推進加速階段短於液態燃料火箭），本階段結束時導彈一般處於距地面150公里到400公里的高度（依選擇的彈道不同而變化）。
- 中途階段（亞軌道飛行階段）——本階段約25分鐘，期間洲際彈道導彈主要在大氣層外沿著橢圓軌道作亞軌道飛行，軌道的遠地點距地面約1,200公里，橢圓軌道的半長軸長度為0.5倍~1倍地球半徑，飛行軌道在地球表面的投影接近大圓線（之所以是「接近」而非「重合」是由於飛行期間地球本身自轉造成的偏移），在本階段攜帶多彈頭重返大氣層載具或者是分導式多彈頭的洲際彈道導彈會釋放出攜帶的子彈頭，以及金屬氣球、鋁箔干擾絲和全尺寸誘餌彈頭等各種電子對抗裝置，以欺騙敵方雷達。
- 再入大氣層階段，從距地面100公里開始計算，飛行時間約2分鐘，撞擊地面時的速度可高達7公里／秒（早期的洲際彈道導彈小於1公里／秒）。

## 發展歷史

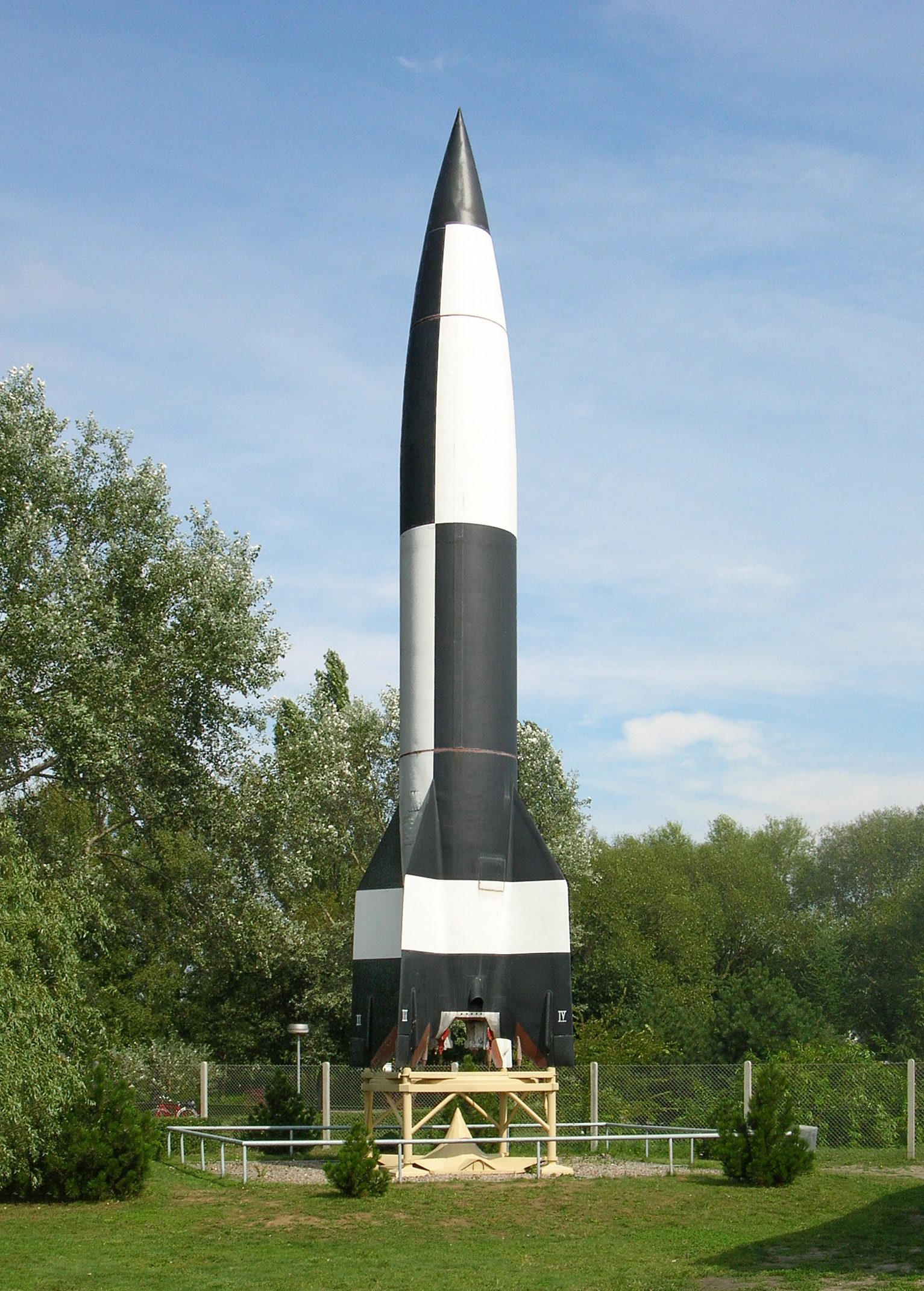
V2火箭（複製品，攝于德國佩內明德）

### 二战时期
洲際彈道導彈的設計思想最早可以追溯到1930—1940年代由德國著名火箭專家沃納·馮·布勞恩向納粹政府提議的A9/10系列。由於後來二戰德國戰敗，這些構想未能實現。最早的中程彈道導彈則是馮·布勞恩在二戰期間主持設計製造的V2火箭（「V」取自德語詞Vergeltung的首字母，意為「復仇」）。V2上裝備的是液體燃料發動機和慣性導引，從移動發射車上發射以避免遭受盟軍的空襲。

### 冷战时期
二戰結束後，馮·布勞恩和大批曾為納粹服務的德國科學家被俘，之後被秘密轉移到美國，加入了美國軍方發起的名為「迴紋針行動」（Operation Paperclip）的中程彈道導彈研發計劃，在V2設計思想的基礎上研製了「紅石」和「丘比特」中程彈道導彈。依據《北大西洋公約》的規定，美國可以將這些導彈部署在射程可覆蓋蘇聯東歐平原地區的歐洲國家。
而蘇聯在1950年代卻沒有控制到利用中程導彈即可攻擊美國本土的地區，因此倍感威脅。在著名火箭專家謝爾蓋·科羅廖夫的主持下，蘇聯加快了她在二戰結束前就已經啟動的洲際彈道導彈研發計劃。當時科羅廖夫掌握了一批從德國繳獲的V2火箭設計資料，但他對這一設計並不滿意，於是帶領自己的隊伍另行設計了R-7弹道导弹，這就是在1957年5月15日人類試射成功的第一枚洲際彈道導彈。1957年10月4日，蘇聯利用R-7火箭將第一顆人造衛星「衛星一號」送上太空，開啟了人類的太空探索時代。
在同一時期的美國，洲際彈道導彈的研發卻因軍方內部不同兵種之間的競爭與各自為政導致進度減緩（當時美國陸海空三軍都試圖讓自己先掌握所謂的「軍事太空權」）。1957年6月6日，美國成功試射第一枚「擎天神」洲際彈道導彈。但這種導彈與蘇聯的R-7都有一個嚴重的弱點——需要龐大的固定發射裝置，這使得它們面對空襲防禦力很差。進入1960年代後，在國防部長羅拔·史杜蘭治·麥南馬拉主持下，美國先後成功研製了、「北極星」，和「天空閃電」等使用固體燃料火箭推進的洲際彈道導彈。與此同時英國也自行研發了「藍光」火箭，但由於無法找到一處遠離人口稠密區作為發射場，一直沒能投入使用。
早期的洲際彈道導彈的發展為人類的太空探索提供了直接而堅實的基礎，太空技術史上許多著名的運載火箭，如「宇宙神」（Atlas，美國）、「紅石」（Redstone，美國）、「大力神」系列，美國）、「衛星」（蘇聯）、「質子」（蘇聯），「风暴」（中国）都是從早期洲際彈道導彈設計中移植過來的（這些設計最終都沒有在洲際導彈中使用）。隨著技術的進步，現代洲際彈道導彈的打擊精度已大為提高，不再需要攜帶破壞力巨大的彈頭即可摧毀預定目標，所以尺寸已比早期導彈大為縮小，彈頭也比原來更輕，推進劑則改為固體燃料（這使得它們的運載能力要低於運載火箭），但處在洲際彈道導彈研發初期的各國一般仍採用液體燃料火箭，因為其推重比較好而與可作同時和平用途運載火箭。當今世界各國（尤其是大國）的洲際彈道導彈的部署一般遵循「相互保證毀滅」的戰略思想。
到了1970年代，美蘇都開始研製反彈道導彈系統，這使得上述「相互確保毀滅」原則的基礎受到威脅。為避免軍備競賽加劇，1972年5月26日，美蘇簽署了《反彈道飛彈條約》（Anti-Ballistic Missile Treaty），以保存現有洲際彈道導彈的威脅力，保證冷戰雙方的平衡。然而這一平衡在1980年代美國總統羅納德·雷根啟動星球大戰計劃，發展新一代的「和平衛士」和「侏儒」洲際彈道導彈後再次受到威脅。這些舉動導致了後來的各次《削減戰略武器條約》談判。
洲际导弹分代：
1. 液体燃料单弹头，1950年代末研制装备。包括苏联的SS-6系列，美国的“宇宙神”、“泰坦”系列。发射前需要很长时间加注准备，使用低温液体燃料不易贮存。命中精度低，圆概率误差近10公里。采用地面塔架发射。
2. 固体燃料增程型，1960年代前期开始装备。包括美国的“泰坦Ⅱ”、“義勇兵Ⅰ”、“義勇兵Ⅱ”导弹，苏联的SS-7、SS-8等。最大起飞重量减少至80吨，射程却增加至1.1万公里。命中精度提高到了百米级。采用地下发射井。
3. 集束式多弹头突防。由于1960年代后期美苏研发战略防御系统，为此各自的洲际导弹开始强调突防。包括苏联的SS-9系列、SS-11系列和美国的“義勇兵Ⅲ”。
4. 分导式多弹头：1970年代开始，美苏开始研制。包括美国的“潘兴Ⅱ”，苏联的SS-17、SS-18、SS-19、SS-20等命中精度为数十米。
5. 小型化高机动部署。1980年代以后，地面洲际导弹更强调生存力与突防力。采用速燃发动机，红外和雷达隐身弹体和弹头，弹头独立携带的发动机的高超音速变轨。包括苏联/俄罗斯研制的“白杨-M”“亚尔斯”，潜射型的“布拉瓦”“蓝天”导弹。

### 后冷战时期
2009年，联合国安理会五个常任理事国都具有洲际弹道导弹系统：所有国家都有潜射导弹，俄罗斯、美国和中国还有陆基洲际弹道导弹。此外，俄罗斯和中国还有移动式陆基导弹。
2012年4月19日，印度成功試射烈火-5。印度傳媒更報道，印度成功加入了洲際彈道導彈俱樂部。

## 現代洲際彈道導彈

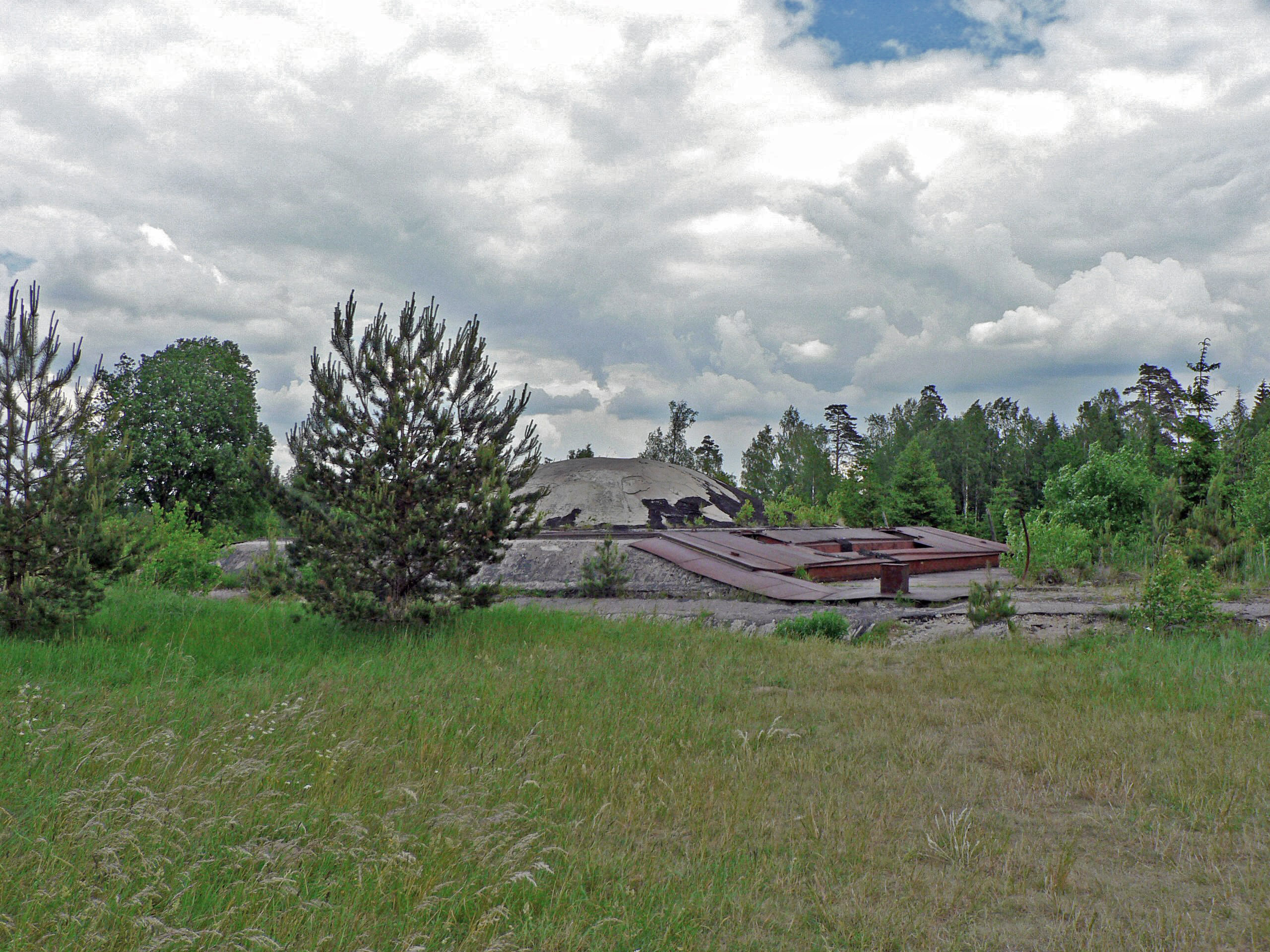
位於立陶宛普洛克斯廷(Plokstine)導彈基地的一個R-12「德維納河」導彈地下發射井的圓形拱頂

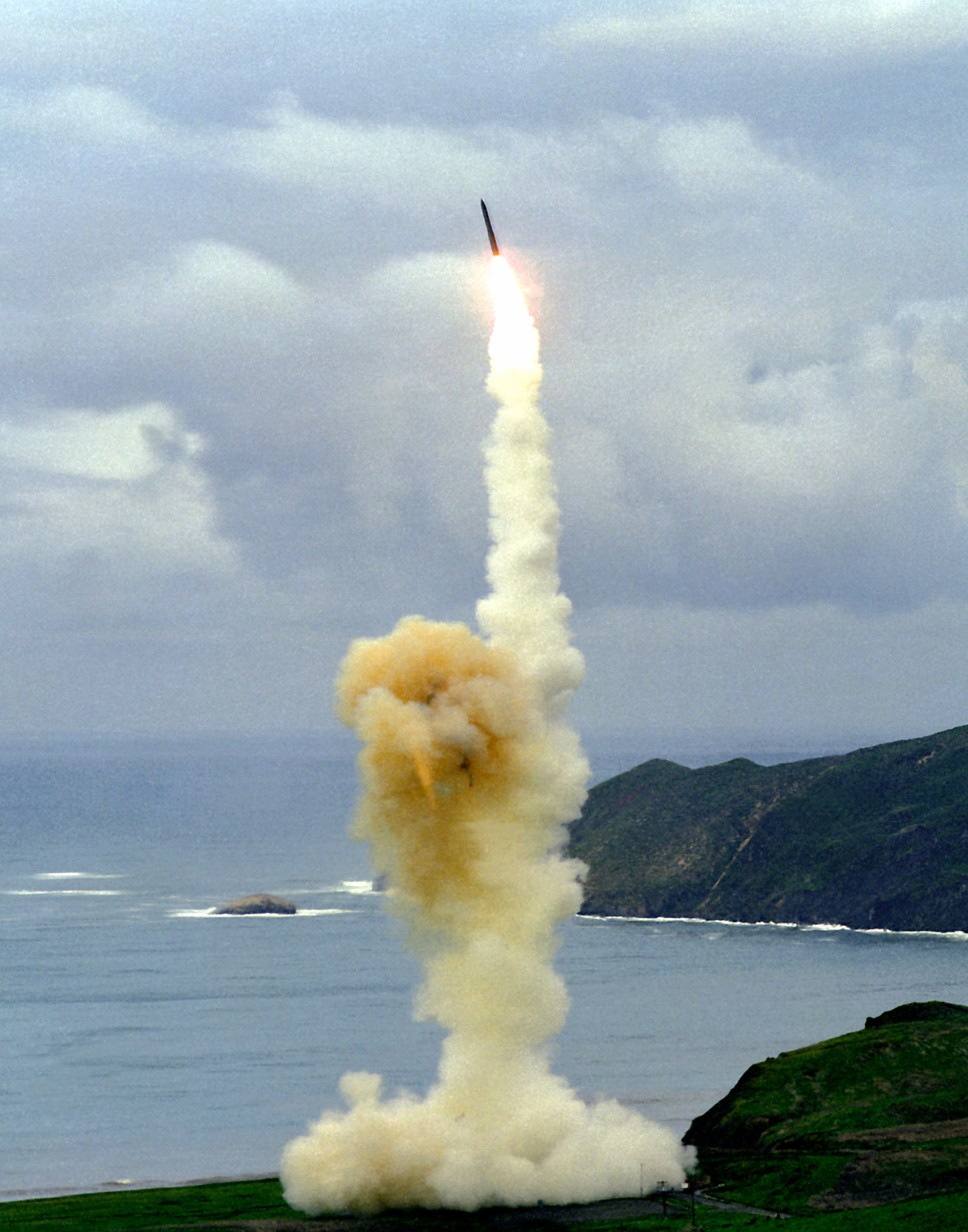
美國LGM-30G民兵III型飛彈試射

### 多彈頭
現代洲際彈道導彈基本上都攜帶著多目標重返大氣層載具，每個彈頭可各自攜帶一枚核彈，這樣便可以使用一枚導彈同時攻擊多個目標。分導式多彈頭的出現與兩個因素有關：
1、美蘇之間在1972年和1979年先後簽訂了兩個階段的《削減戰略武器條約》，其中對兩大國各自的戰略運載火箭(launch vehicle)數量作出了限制；顯然發展分導式多彈頭技術就可以在不增加運載火箭總數的基礎上提高自身的實際戰略打擊能力；
2、分導式多彈頭技術對當時研製反彈道導彈系統的努力無疑是一個巨大的打擊——要研製一個能同時攔截數枚甚至數十枚彈頭的反導彈系統的難度是巨大的。事實上，MIRV的出現使當時世界範圍內正在研製中的絕大多數反導彈系統方案紛紛被廢棄。美國的第一個反導系統——位於北達科他州的「衛兵」反彈道導彈設施於1975年投入使用，但僅一年之後就被廢棄；蘇聯於1970年代建成的負責防衛莫斯科周邊地區的「橡皮套鞋」(Galosh)反彈道導彈系統則一直服役到今天。以色列建成的基於「天箭」(Arrow)導彈的ABM系統於1998年投入使用 （页面存档备份，存于），但只能攔截短程的戰區彈道導彈，而不是洲際彈道導彈。直到2004年，美國部署在阿拉斯加的國家導彈防禦系統才具備初步的作戰能力 。

### 發射平台
洲際彈道導彈可從下列發射平台發射：
- 火箭固定架：當今絕大多數都不用固定架發射，而是已採取其他方式發射，較不容易被鎖定攔截。
- 導彈發射井：這是一種地下發射裝置，對敵人的襲擊具有一定的防禦力，並且可以保護導彈不受到天候的影響，維修上也比較容易。當美國的核彈頭的精確度達到可以瞄準每一個發射井的時候，迫使蘇聯必須大幅強化發射井所能夠承受核戰爭中的第一波攻擊之後仍然有反擊的機會。美蘇兩國實際上都因為對方的核彈頭威力與精確度逐漸提升而必須對發射井進行加強的工程。這也促使蘇聯積極研發陸上機動發射載具。
- 潛艇：當今絕大多數潛射彈道導彈都是洲際彈道導彈；
- 重型卡車：俄羅斯戰略火箭軍裝備的RT-2UTTH「白楊」-M和中华人民共和国火箭军装备的东风-31/东风-41洲際彈道導彈使用這一種發射方式，作為發射平台的移動發射車可以難以察覺地在各種地形上轉移與發射。美國曾經試圖研發一款利用大型卡車移動的洲際彈道導彈，不過基於成本的關係而放棄，領土廣大的蘇聯則是十分適合使用此類陸上發射工具。
- 鐵路機車：使用這種平台的導彈如俄羅斯的（俄語意為「好樣的、太棒了」，拉丁字母轉寫為（英语：Scientific transliteration of Cyrillic）RT-23UTTX Molodets），這種導彈北約命名為SS-24「手術刀」(Scalpel)。

後三種發射平台機動靈活，一般很難發現，尤其是潛射導彈。但是兩種路上型態的發射載具的操作成本遠比固定的發射井要高，潛艇更是如此，蘇聯在研發的過程當中也發現鐵路發射載具無法使用液體燃料火箭，因此迫使蘇聯必須加快腳步發展大型固態燃料火箭。

### 適用性
在存儲中的洲際彈道導彈最關鍵的要素是能否迅速可靠地投入使用，或稱為其「適用性」(serviceability)。美國的「義勇兵」導彈是第一種裝有能夠自測適用性的計算機控制系統的洲際彈道導彈。
導彈適用性的限制因素之一是火箭推進段使用何種燃料。如今多數助推器使用的是固體燃料，因為固體燃料在彈體中存放的時間較長，穩定性較高，隨時都可以點火發射。而最早期使用的液體燃料則因為其性質的不穩定與高腐蝕性，無法長時間儲存在彈體當中，需要在發射之前再注入火箭，同時注入的時間相當的長，這不但大大影響了導彈的反應時間，還可能造成目標的暴露（給導彈加注燃料的過程對於現代空間偵察技術而言是很容易被發現的），在實戰中可能還未發射就已被敵軍摧毀。由於蘇聯在大推力固體燃料火箭開發上一直有技術困難，相對在液態燃料的研究上有相當的成就與進展。後期蘇聯使用的液態燃料改進為能夠在彈體內儲存長達7年的時間，這個時間差不多等於導彈本身需要取出大修的時刻，因此在部分需求上算是滿足高適用性的要求。然而基於其他技術與性能方面的要求，最終蘇聯還是與美國一樣都以固態燃料作為主要的推進動力來源，現代許多俄製導彈已經出現固態火箭發射特有的大量煙霧。

### 發射與運行過程
如前所述，洲際彈道導彈在發射後先經過推進加速階段。此一階段結束時，助推器將與彈頭（戰鬥部）分離，彈頭進入無推力的亞軌道飛行階段，沿著以地球中心點為焦點，並於地球表面相交的橢圓軌道飛行。在這個階段中，導彈飛行於大氣層之外，不對外界釋放出任何物質，一般無法被敵方探測到。這一階段彈頭的飛行速度達到7公里/秒，很難進行攔截。資料顯示，許多導彈在此階段還會釋放出鋁化氣球、電子噪聲發生器等干擾設備，為突防敵方雷達作準備。
到了再入大氣層階段，高速飛行的彈頭與空氣發生摩擦會令彈頭溫度急劇升高。所以洲際導彈的彈頭外表都要加有熱防護層(heatshield)，以保護彈頭不致過熱。早期洲際導彈的防護層一般是絕熱性能很好的膠合板，這種材料的比強度（單位質量材料的強度）可與碳纖維增強環氧樹脂複合材料(carbon fiber/epoxy composites)相媲美，在高溫下焦化速度較慢。現代洲際導彈的防護層多為熱解石墨，又稱「定向石墨」），這是一種沿一個方向導熱性能極好，而沿另一個與之正交的方向幾乎不導熱的新型材料，可以有效地保護彈頭不受高溫破壞。
打擊精度是另一個普遍關心的問題。將打擊精度提高一倍意味著摧毀同樣的目標，需要彈頭的重量（爆炸當量）可以降為原來的1/4。打擊精度受到制導系統和掌握的實時地球物理學信息的限制。一些分析人士認為，多數政府支持的定位、導航、測繪系統，如GPS、Seasat（海洋觀測衛星）等等，都具有向洲際彈道導彈提供諸如重力異常等信息的功能，以提高它們的打擊精度。
除配備空間導航系統外，現代的戰略導彈還配有專用的高速集成電路，綜合導航系統和裝在導彈上的各種傳感器得到的數據，以每秒數千到上百萬次的速度實時求解導彈的運動微分方程，將結果返回助推器以便修正軌道偏差。導彈運行數據的讀取按照發射前預設的時間表進行。
還有一種特殊的洲際彈道導彈使用的與前面不同的飛行策略——蘇聯於1960年代研製的「部分軌道轟炸系統」。這種導彈使用近地軌道，然後脫離軌道飛向目標，這種導彈環繞軌道的軌跡不會洩露其攻擊目標。蘇聯在聯合國禁止在太空平台或軌道部署核武或任何其他大規模毀滅性武器後，仍然繼續發展部署此型導彈，至1979年第二次限制戰略武器談判後於1983年停止使用。

## 分類介紹

### 陸基洲際彈道導彈

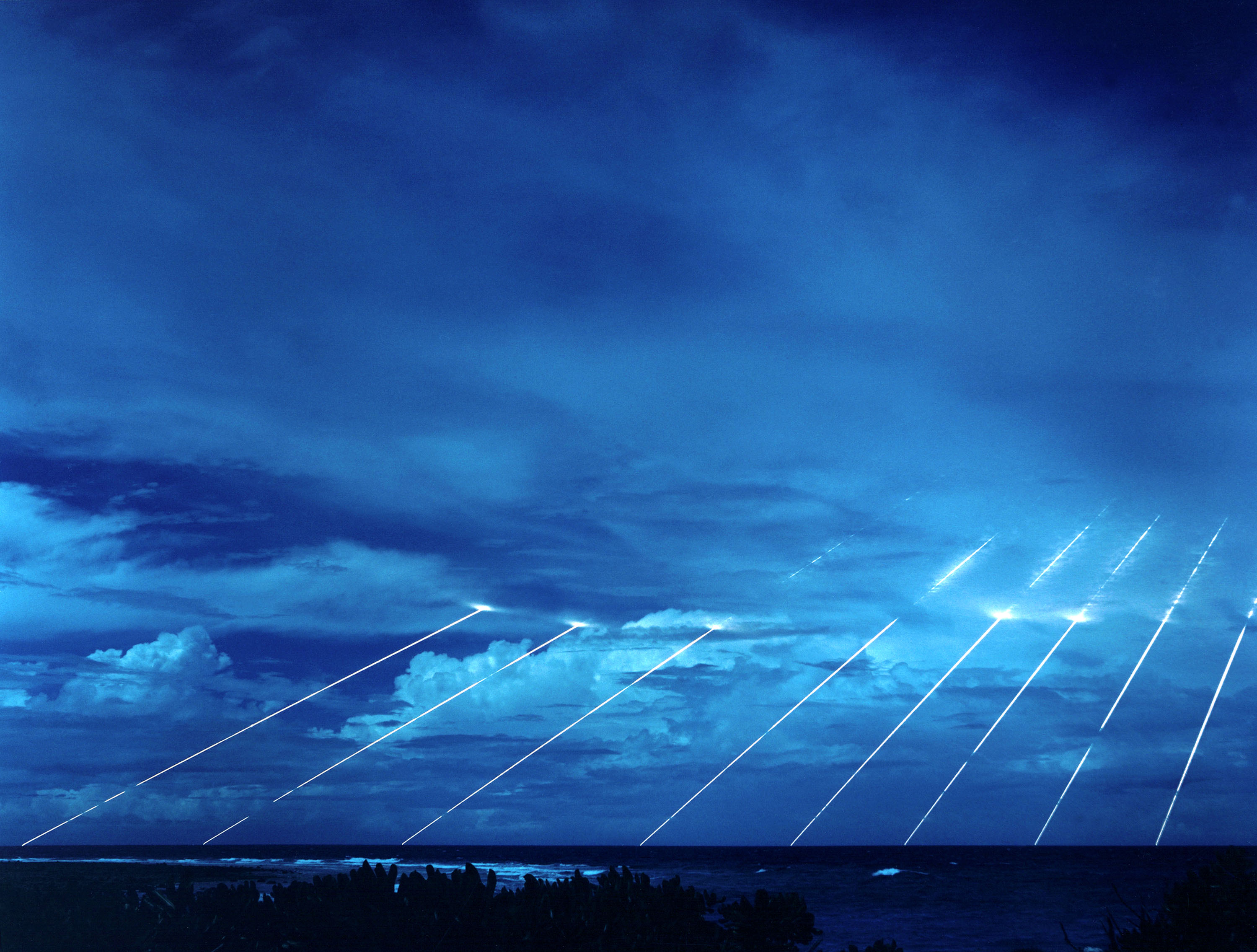
美國試射的“和平衛士”（Peacekeeper）洲際彈道導彈的重返彈頭接近位於馬紹爾群島附近的夸贾林环礁目標地附近時的景象。圖中八條亮線為同一導彈釋放出的八個彈頭，每個彈頭可攜帶當量相當於25枚在廣島爆炸的小男孩原子彈的氫彈

美國空軍目前部署500枚洲際彈道導彈，分佈在Malmstrom、Minot及F.E. Warren空軍基地四周。這些導彈均屬於LGM-30G“義勇兵”III型。“和平衛士”導彈已於2005年退役。依照《削減戰略武器條約》的規定，所有“義勇兵”II型導彈均已銷毀，發射井也已永久封閉或拍賣。依照《第二階段削減戰略武器條約》的規定，美國原有的絕大多數分導式多彈頭型洲際彈道導彈已改成單一彈頭，但由於美國後來退出了《第二階段削減戰略武器條約》，有專家估計美國約保留500枚ICBM，800顆彈頭。
截止2006年7月，俄羅斯戰略火箭軍部署了502枚洲際彈道導彈，包括80枚R-36M型、126枚UR-100N型、254枚白楊型及42枚白楊-M型。
中國人民解放軍火箭军部署了约200枚洲際彈道導彈，包括東風-5型及東風-31型洲際彈道導彈和數量不明的東風-41型洲际弹道導彈；東風-5及東風-31可搭載在發射井或在中國西北地區及西南地區的地下長城隧道網絡進行機動，東風-31和東風-41可搭載在發射車進行公路機動，亦可進行鐵路機動。

### 海基洲際彈道導彈

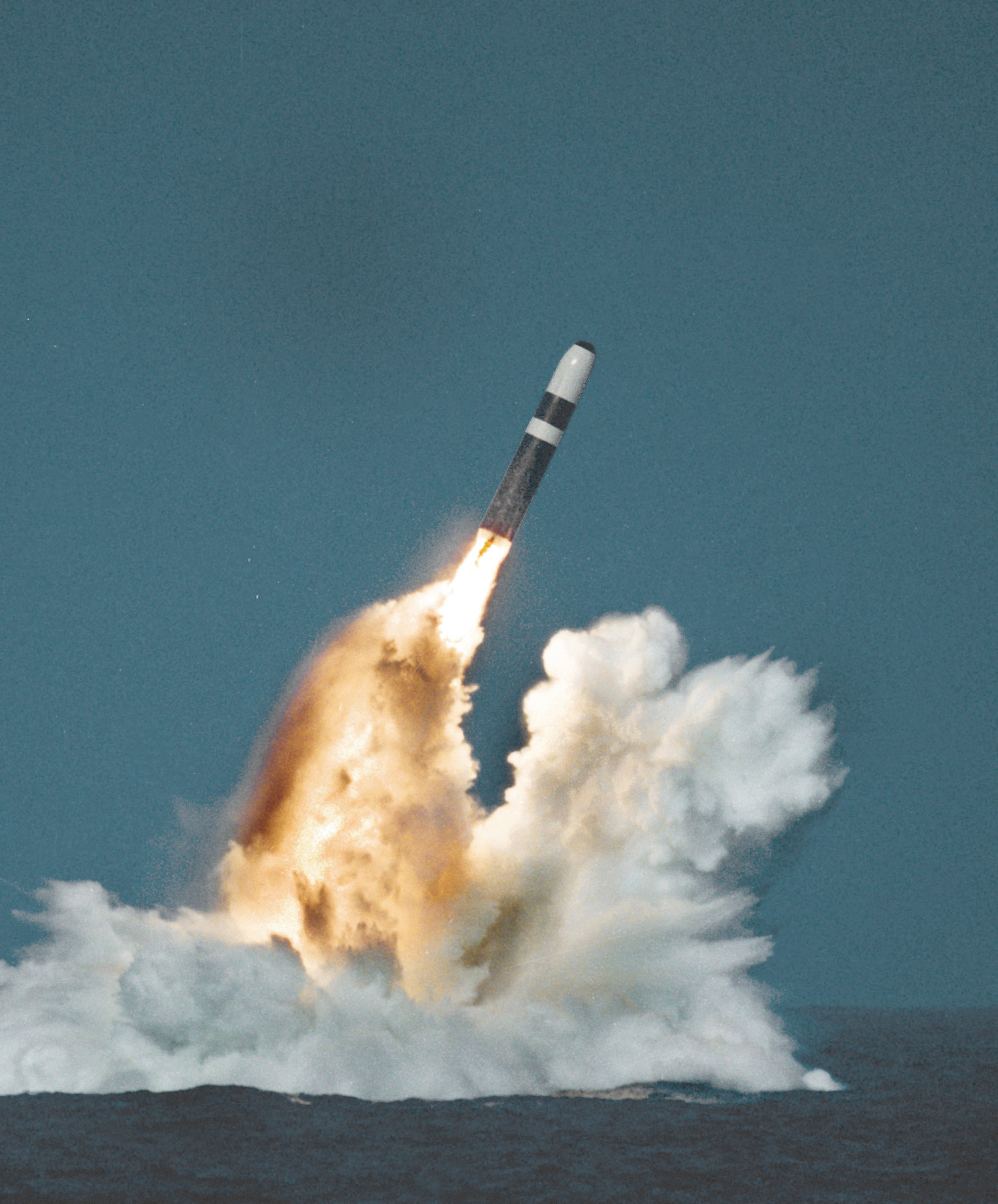
英國皇家海軍潛艇發射的三叉戟II型導彈

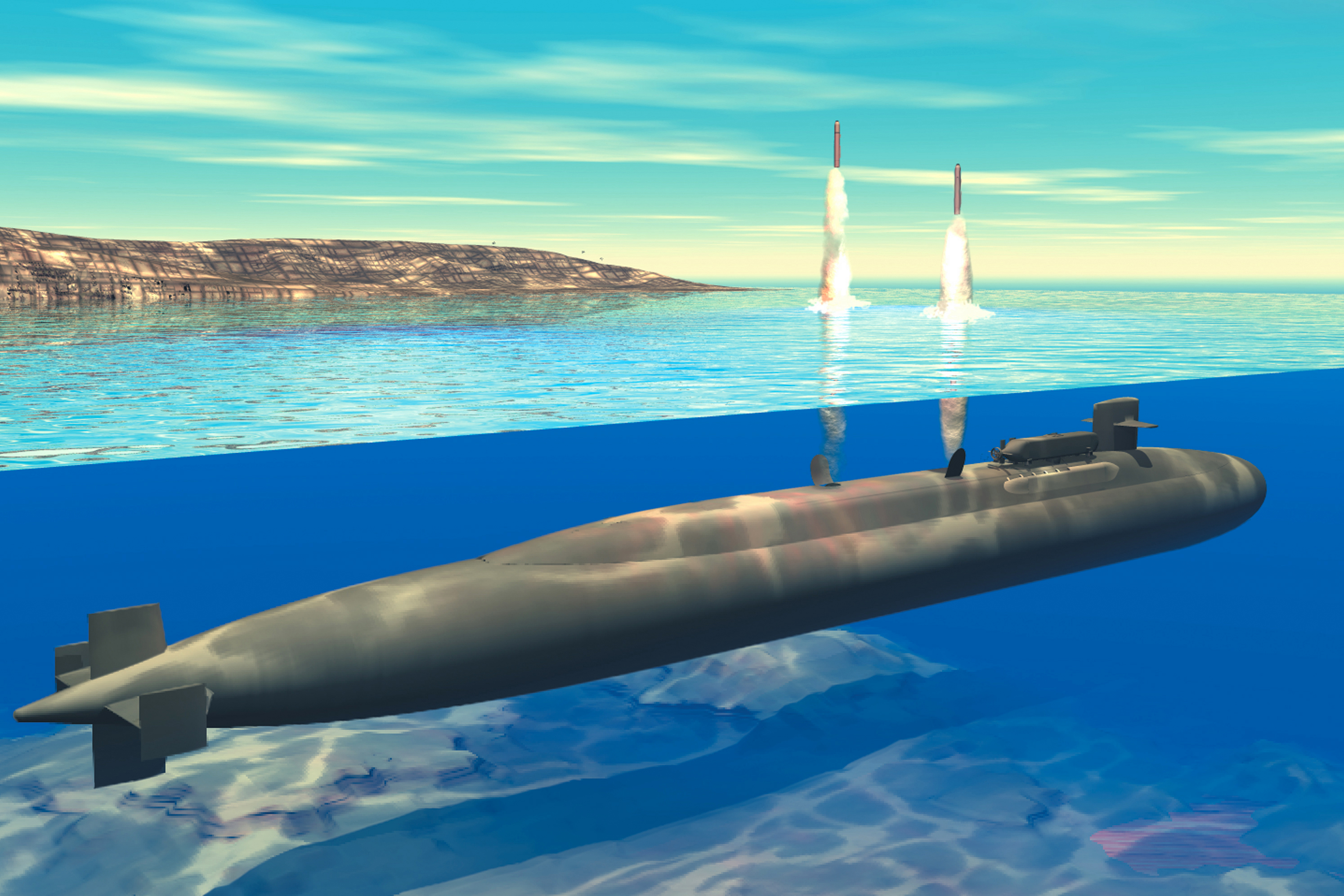
美國俄亥俄級潛艦發射彈道導彈

- 美國海軍目前擁有14艘俄亥俄級核潛艇，每艘裝備24枚三叉戟II型潛射彈道導彈，總數為336枚。
- 俄羅斯海軍目前有13艘彈道導彈潛艇服役，包括6艘667BDR型（北約代號德爾塔級核潛艇）、6艘667BDRM型（北約代號德爾塔IV）和1艘941型（北約代號颱風級核潛艇），總共裝備了180枚。每艘667BDR型裝備16枚-R-29R型SLBM，每艘667BDRM型裝備16枚-R-29RM型SLBM，941型則用來測試R-30圆锤型(Bulava)SLBM（供下一代的955型北風之神級核潛艇使用）。
- 法國海軍目前有四艘凱旋級核潜艇(Triomphant class)。這些潛艇每艘攜帶16枚M45 SLBM，並且計劃在2018年左右升級成M51 SLBM。
- 英國皇家海軍擁有前衛級核潜艇(Vanguard class)四艘，每艘備有16枚三叉戟II型。
- 中國人民解放軍海軍擁有1艘092型核潜艇和6艘094型核潛艇，每艘備有12枚巨浪2/巨浪-3弹道导弹[6]型。

### 美國的洲際彈道導彈
- (SM-65, CGM-16D/E, HGM-16F)—已退役的洲際彈道導彈，由發射井發射，現已用作其它用途。
- (SM-68, HGM-25A)—已退役的洲際彈道導彈，由發射井發射。
- (SM-68B, LGM-25C)—已退役的洲際彈道導彈，由發射井發射，現已用作其它用途。
- (LGM-30A/B)—已退役的洲際彈道導彈，由發射井發射。
- (LGM-30F)—已退役的洲際彈道導彈，由發射井發射。
- (LGM-30G)—由發射井發射；在2004年6月28日，在美國常備武器庫有517枚。
- Peacekeeper / MX (LGM-118A)—由發射井發射，最後一枚在2005年退役。
- MGM-134 Midgetman—由重型卡車發射，從來沒有部署過。
- Polaris（A1/A2/A3，UGM-27A/B/C）—已退役的潛射彈道導彈。
- Poseidon（C3，UGM-73）—已退役的潛射彈道導彈。
- Trident（C4/D5，UGM-96A/UGM-133A）—潛射彈道導彈，當中Trident I（C4）已退役，Trident II（D5）在1990年開始部署，計劃服役期將超過2020年。

### 蘇聯／俄羅斯的洲際彈道導彈

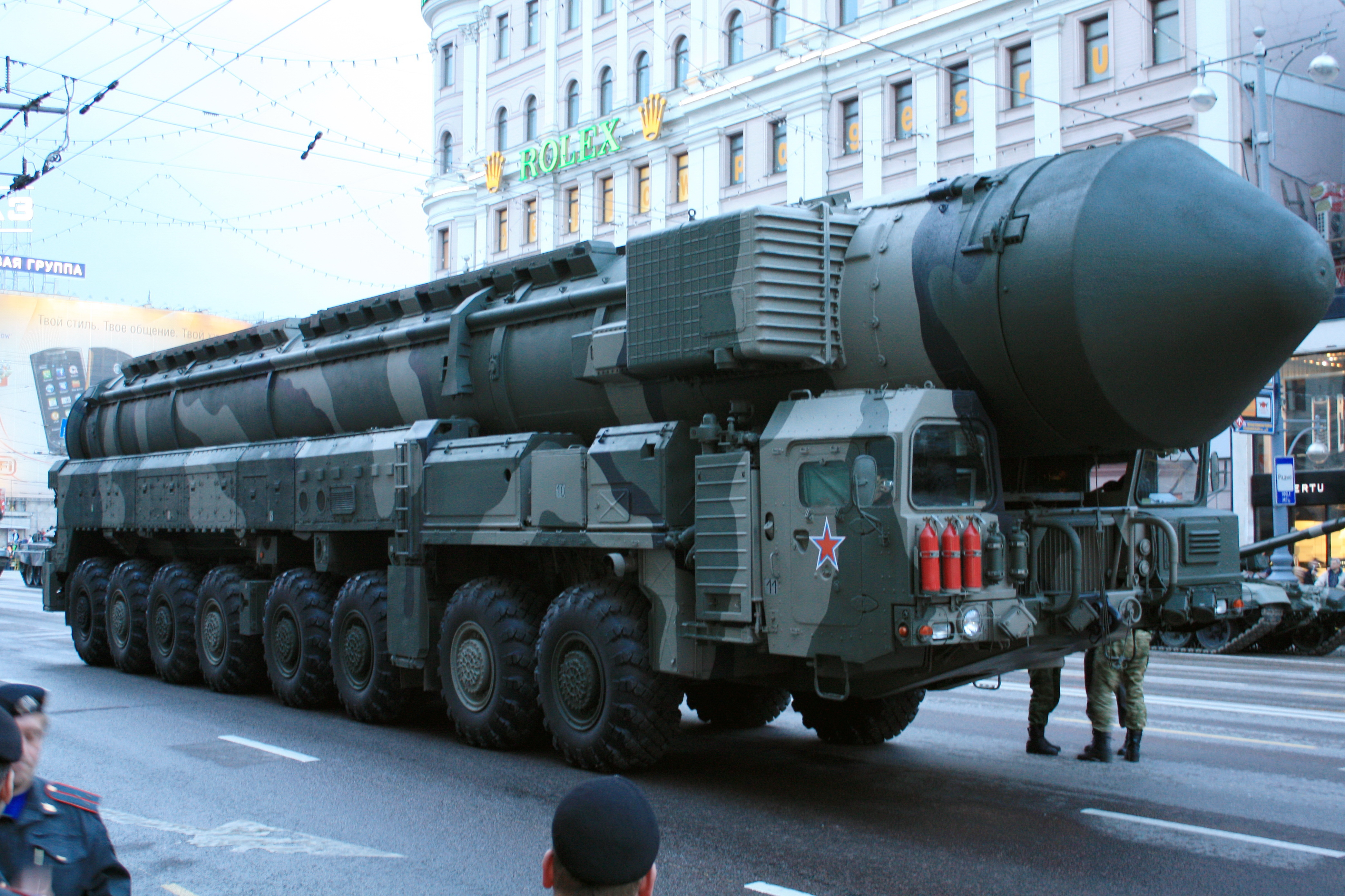
白杨-M洲际弹道导弹

- SS-4涼鞋 / R-12 / 8K63 ─已於1993年因俄羅斯和美國的軍備控制條約而被摧毀。
- SS-6警棍 / R-6 / 8K71─退役洲際彈道導彈。
- SS-7鞍工 / R-16─退役洲際彈道導彈。
- SS-8黑羚羊 / R9─退役洲際彈道導彈。
- SS-9懸崖/R-36─退役洲際彈道導彈。
- SS-11美洲百合─退役洲際彈道導彈。
- SS-17奔馬─退役洲際彈道導彈。
- SS-18「撒旦」（R-36）─現役洲際彈道飛彈，由發射井發射。
- SS-19「匕首」（UR-100N）─現役洲際彈道飛彈，由發射井發射。
- SS-24「手術刀」（RT-23，Molodets）─退役洲際彈道導彈，由發射井或鐵路機車發射。
- SS-25「鐮刀」（RT-2PM，白楊）─現役洲際彈道飛彈，固體燃料推進，由重型卡車發射。
- SS-27「鐮刀 B」（RS-12M2，白楊-M）─現役洲際彈道飛彈，固體燃料推進，由重型卡車發射。
- SS-28「撒旦II」（RS-28，薩爾馬特）─現役洲際彈道飛彈，液體燃料推進，由發射井發射。
- SS-29「撒旦II」（RS-24，亞爾斯）─現役洲際彈道飛彈，固體燃料推進，由重型卡車發射。

### 中華人民共和國的洲際彈道導彈
- 東風-4型远程弹道導彈（DF-4，北約代號CSS-3）- 遠程彈道導彈，由發射井發射，射程7,000公里，已退役。
- 東風-5型洲际弹道導彈（DF-5，北約代號CSS-4）- 洲際彈道導彈，由發射井發射，射程12,000公里；東風-5甲型的射程為14,000公里；東風-5乙/5丙型的射程為15,000－16,000公里。
- 東風-31型洲際彈道導彈（DF-31，北約代號CSS-9）- 洲際彈道導彈，由發射井或重型卡車發射，射程8,000公里；東風31甲型的射程為11,270公里；東風-31丙/甲改型的射程为12,000－13,000公里。
- 東風-41型洲際彈道導彈（DF-41，北約代號CSS-X-10）- 洲際彈道導彈，由發射井或重型卡車發射，射程14,000公里。
- 巨浪-1型潜射弹道導彈（JL-1，北約代號CSS-N-3）- 由09II型核潜艇發射，射程1,700－2,500公里。
- 巨浪-2型潛射彈道導彈（JL-2，北約代號CSS-NX-4）- 潜射弹道导弹，由09IV核潜艇發射，射程7,400－8,000公里。
- 巨浪-3型潛射彈道導彈（JL-3）- 潜射弹道导弹，由09IV型核潜艇[7]/09VI型核潜艇发射，射程12,000公里。

### 朝鮮的洲際彈道導彈
- 火星14彈道飛彈：射程9,700－10,400公里
- 火星15彈道飛彈：射程12,000－13,000公里
- 火星17彈道飛彈：射程15,000公里[8]
- 火星18彈道飛彈：射程15,000公里[9][10][11]

### 印度的洲際彈道導彈
- 烈火-5洲際彈道飛彈 - 洲際彈道飛彈，射程5,000至8,000公里。
- 烈火-6洲際彈道飛彈 - 洲際彈道飛彈，射程10000公里以上。

## 各國彈道導彈潛艇

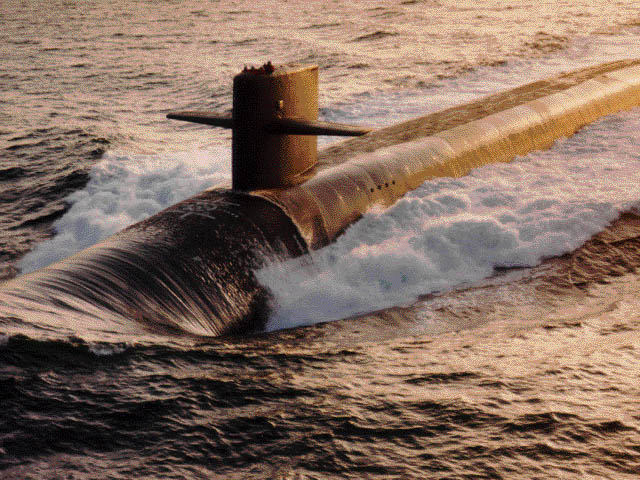
俄亥俄級核潛艇（马里兰号）

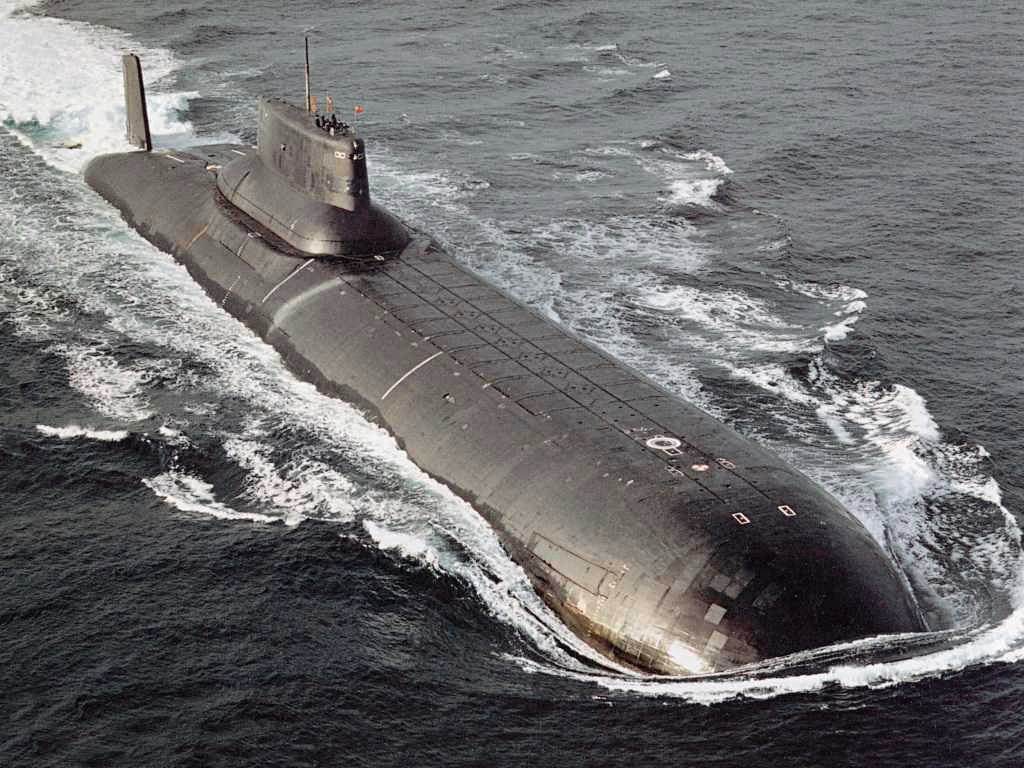
941型核潜艇

09IV型核潜艇（北約代號晉級）

具體種類的彈道導彈潛艇包括：
- 喬治‧華盛頓級（美）——已退役
- 伊桑‧艾倫級（美）——已退役
- 拉斐特級（美）——已退役
- 本傑明‧弗蘭克林級（美）——已退役
- 俄亥俄級核潛艇（美）
- 决心级核潜艇（英）——已退役
- 前卫级核潜艇（英）
- 941型核潜艇（北約代號颱風級，俄）
- D級核潛艇（俄）
- 可畏級核潜艇（法）
- 凱旋級核潜艇（法）
- 32型潜艇 （北約代號清級，中）
- 09II型核潜艇（北約代號夏級，中）
- 09IV型核潜艇（北約代號晉級，中）
- 新浦級潛艇（朝）

## 外部連結
- 彈道導彈特性
- 世界各國戰略核武器庫估計，2004年9月
- 國際彈道導彈和巡航導彈 （页面存档备份，存于）